# ナコーンラーチャシーマー教区

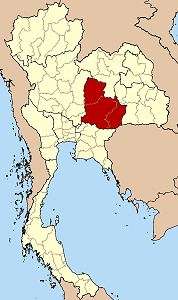
ナコーンラーチャシーマー教区

ナコーンラーチャシーマー教区（สังฆมณฑลนครราชสีมา、The Archdiocese of Nakhon Ratchasima）（ローマ・カトリック教会）はタイ東北部ナコーンラーチャシーマー県にある司教区。ターレー・ノーンセーン大司教区の属司教区。ナコーンラーチャシーマー県ムアンサコンナコーン郡タムボン・ナイムアン、スラナーリー通り387に司教座を構える。この司教区は41,148km2の面積を抱え、2006年の時点で5,429人のカトリック信者を抱える。大司教区内の520万人の住民の内、0.1%がカトリック信者である。28地区の小教区、27名の聖職者がいる。教区はブリーラム県、チャイヤプーム県、ナコーンラーチャシーマー県を管轄する。

## 歴史
この教区は1965年3月22日にウボンラーチャターニー代牧区から分離して発足。1965年12月18日に司教区に昇格した。

## 司教座聖堂
司教座聖堂はムアンナコーンラーチャシーマー郡のルルド聖女大聖堂（The Our Lady of Lourdes Cathedral、อาสนวิหารแม่พระประจักษ์ที่เมืองลูร์ด）。北緯14度58分24秒 東経102度4分42秒 / 北緯14.97333度 東経102.07833度

## 教区長司教
- ジョセフ・チューサック・シリスット（Joseph Chusak Sirisut、ยอแซฟ ชูศักดิ์ สิริสุทธิ์）:2006年11月30日 - 現在
- ジョアキム・パヤオ・マニーサップ（Joakim Phayao Manisap、ยออากิม พเยาว์ มณีทรัพย์）:1977年5月30日 - 2006年11月30日
- アラン・ソヴィ・フェルディノ・フォン・ギャヴィ司教（Alain Sauveur Ferdinand van Gaver） - パリ外国宣教会:1965年3月22日 - 1977年5月30日